# معامل الجاذبية القياسي
في الميكانيكا السماوية، معامل الجاذبية القياسي μ للأجرام الفلكية هو حاصل ضرب ثابت الجاذبية G في كتلة الجرم M.
{\displaystyle \mu =GM\ }
في نظام الوحدات الدولي معامل الجاذبية القياسي هو م3 ث−2.ومع ذلك، وحدات كم3 ث−2 كثيرا ما تستخدم في المطبوعات العلمية وفي ملاحة المركبات الفضائية.وقيمة معامل الجاذبية القياسي لعدة أجرام في النظام الشمسي معروفة بدقتها الأكبر من القيم الفردية لثابت الجاذبية وكتلة الجرم.

## دوران جسم صغير حول جسم رئيسي
يمكن تعريف الجسم الرئيسي (المركزي) في النظام المداري بأنه الجهاز الذي تكون كتلته (M) أكبر بكثير من كتلة الجسم المداري (m)،أو or M ≫ m.هذة المقاربة هي معيار للكواكب التي تدور حول الشمس أو معظم الأقمار ويبسط إلى حد كبير المعادلات. وبموجب قانون الجذب العام لنيوتن، إذا كانت المسافة بين الاجسام r، فإن القوة التي تمارس على الجسم الأصغر هي:
{\displaystyle F={\frac {GMm}{r^{2}}}={\frac {\mu m}{r^{2}}}}
وبالتالي فإن حاصل ضرب G و M مطلوب فقط للتنبؤ بحركة الجسم الأصغر. وعلى العكس من ذلك، لا توفر قياسات مدار الجسم الأصغر سوى معلومات عن ناتج μ، وليس G و M على حدة. وثابت الجاذبية، G، من الصعب قياس قيمتة بدقة عالية، بينما يمكن قياس المدارات، على الأقل في النظام الشمسي، بدقة كبيرة وتستخدم لتحديد قيمة μ بدقة مماثلة.